# بيل أندرسون (مدير فني)
بيل أندرسون (بالإنجليزية: Bill Anderson)‏ هو مدير فني أمريكي، ولد في 20 يوليو 1925 في مقاطعة إيراث في الولايات المتحدة، وتوفي في 20 فبراير 2013 في براونوود في الولايات المتحدة.